# Ciro Beltrán
Ciro Beltrán (Santiago, 19 de mayo de 1965) es un pintor chileno.

## Biografía y trayectoria
Luego de estudiar dos años de derecho en la Universidad de Chile entre 1981 y 1983, Beltrán  tomó lecciones privadas de dibujo y pintura con el pintor Ismael Norambuena. En 1984 se inscribió en cursos del Instituto de Arte Contemporáneo y al año siguiente entró en la Facultad de Artes de la Universidad de Chile, donde se graduó en licenciatura en artes plásticas con mención pintura en 1990.
Tras realizar estudios de postgrado en la Kunstakademie de Düsseldorf entre 1995 y 2000 se radicó en Europa.
A pesar de su definición como pintor, su práctica incluye la instalación, la poesía y la performance. Ha realizado más de 90 exhibiciones individuales en museos, instituciones y galerías de arte de diferentes países del mundo. 
En 2004 regresó a Chile para participar en la formación de la Escuela de Arte de la Universidad Austral donde se desempeñó como director entre 2005 y 2007. En el 2008 se instala nuevamente en Europa residiendo entre España y Alemania. 

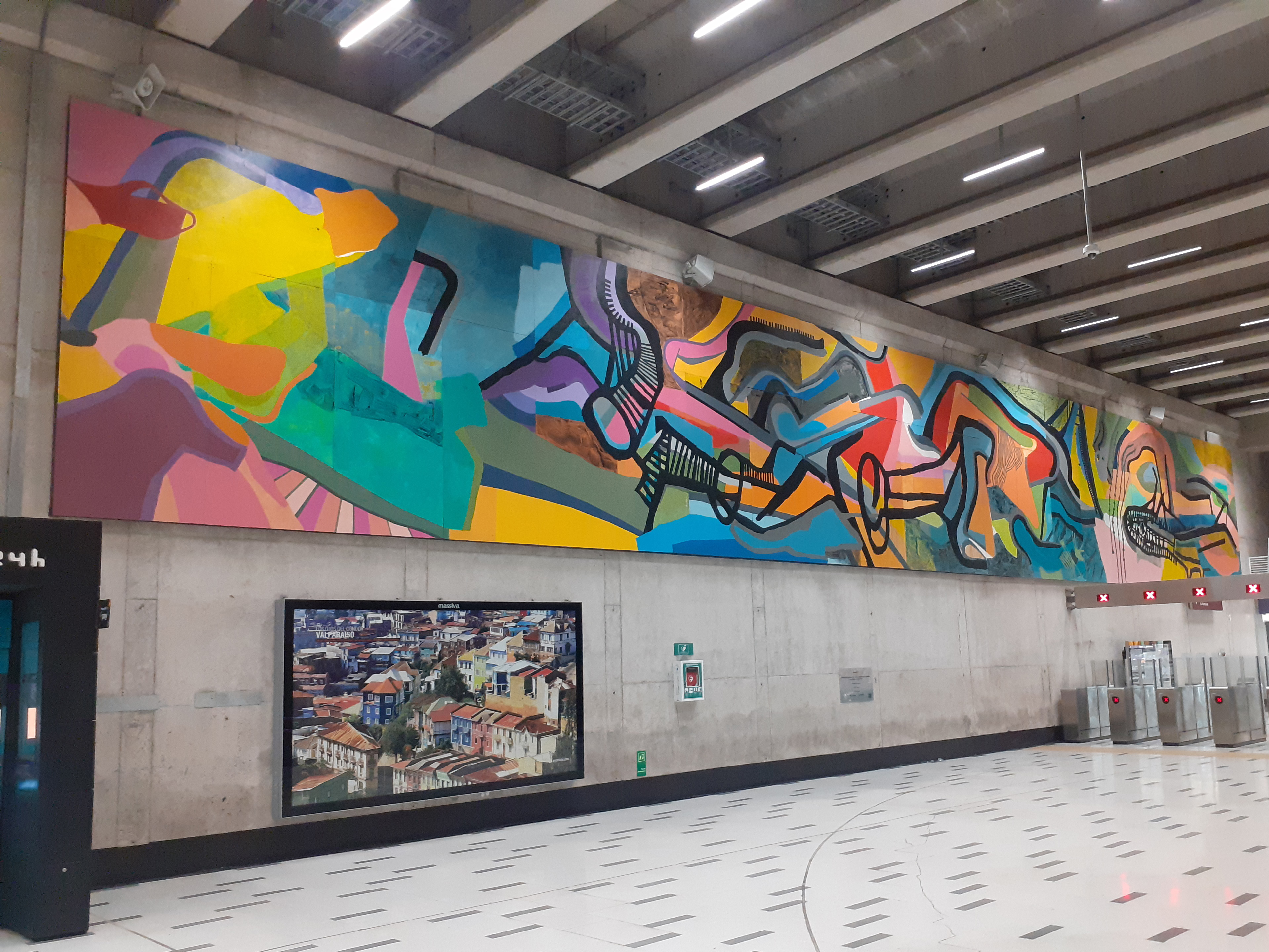
Vista de la obra Poblados de recorrido o cómo ingresé a las ciudades amuralladas zumbando.

Como parte de la colección MetroArte, en 2021 presentó "Poblados de recorrido o cómo ingresé a las ciudades amuralladas zumbando", una pintura mural instalada en la estación Chile-España del Metro de Santiago en la comuna de Ñuñoa.

## Estilo
Según la crítica Dermis León en Ciro Beltrán, Una biografía, en la base de la producción de Beltrán se encuentran la tradición pictórica de la Escuela de Arte de la Universidad de Chile, el neoexpresionismo que influyó a los pintores de los años ochenta, las experiencias de la performance y el conceptualismo de los sesenta y setenta en Estados Unidos, el arte alemán y los artistas Anselm Kiefer y Joseph Beuys.